# Ptychamalia exempta
Ptychamalia exempta är en fjärilsart som beskrevs av Louis Beethoven Prout 1926. Ptychamalia exempta ingår i släktet Ptychamalia och familjen mätare. Inga underarter finns listade.